# Live USB
Live USB は、USB規格で接続された記憶装置からブートして利用するコンピュータシステム。
呼称や機能については、Live USBで統一されているわけではなく、様々である。

## 概要
Live USBを実現するためには、対象システムのカーネル等がUSBデバイスに対応していることに加えて、
Open FirmwareやBIOS、UEFIなどのファームウェアがUSBデバイスに対応していることも必要となる。
インストール用のプログラム自体も、インストール対象システムと共通のカーネル等を利用して、USBから起動して利用できるものが多い。
USBポートが足りない、あるいはインストール用プログラムがUSBデバイスを対象としていない場合などは、SATAやNVMeなど別の接続方法で対象デバイスを接続しておいて、インストール後にUSB接続に変更する対処方法などがある。
Live CDはLive USBの一形態である。設定項目やデータ等を記録する場合は、別の記憶装置を併せて使用することで、対応できる。